# Maxime Le Marchand
Maxime Le Marchand (Saint-Malo, 11 ottobre 1989) è un ex calciatore francese, di ruolo difensore.